# On Becoming a Guinea Fowl
On Becoming a Guinea Fowl es una película de comedia dramática y humor negro de 2024 escrita y dirigida por Rungano Nyoni y protagonizada por Susan Chardy, Elizabeth Chisela y Henry BJ Phiri. Es una coproducción entre Irlanda, Reino Unido, Estados Unidos y Zambia.
La película compitió en la sección Un Certain Regard del 77.º Festival de Cine de Cannes el 16 de mayo de 2024. Se estrenó en el Reino Unido e Irlanda el 6 de diciembre de 2024 por Picturehouse Entertainment, y en los Estados Unidos el 7 de marzo de 2025 por A24.

## Sinopsis
En una carretera vacía en medio de la noche, Shula se topa con el cuerpo de su tío. Mientras comienzan los procedimientos funerarios a su alrededor, ella y sus primos sacan a la luz los secretos enterrados de su familia de clase media de Zambia.

## Reparto
- Susan Chardy como Shula
- Elizabeth Chisela como Nsansa
- Henry B.J. Phiri como Papá
- Roy Chisha
- Blessings Bhamjee

## Producción
La película está escrita y dirigida por Rungano Nyoni y desarrollada por BBC Film y Element Pictures. La financiación provino de A24 junto con BBC Film y Fremantle. David Gallego es el director de fotografía del proyecto y Malin Lindholm es la diseñadora de producción. Los productores incluyen a Ed Guiney y Andrew Lowe para Element Pictures. Se informó que la producción comenzó en octubre de 2022.

## Estreno
La película tuvo su estreno mundial en el Festival Internacional de Cine de Cannes de 2024 en la sección Un certain regard el 16 de mayo de 2024. También se proyectó en el Festival Internacional de Cine de Toronto de 2024 el 5 de septiembre de 2024, el Festival de Cine de Nueva York de 2024 el 3 de octubre de 2024, el Festival de Cine de Londres BFI, y el Festival de Cine de Bombay MAMI 2024.
Originalmente estaba previsto que A24 lo estrenara en Estados Unidos el 13 de diciembre de 2024, pero se retrasó hasta el 7 de marzo de 2025. En octubre de 2024, se anunció que Picturehouse Entertainment había adquirido los derechos de distribución de la película en el Reino Unido e Irlanda, programándose su estreno para el 6 de diciembre de 2024.

## Recepción
On Becoming a Guinea Fowl recibió reseñas generalmente positivas de parte de la crítica y de la audiencia. En el sitio web agregador de reseñas Rotten Tomatoes, la película posee una aprobación de 100%, basada en 75 reseñas, con una calificación de 8.5/10 y un consenso crítico que dice "Una vibrante exploración de la familia y las costumbres sociales, On Becoming a Guinea Fowl marca otro esfuerzo sobresaliente de la guionista y directora Rungano Nyoni". El sitio web Metacritic le dio a la película una puntuación de 87 de 100, basada en 26 reseñas, indicando "aclamación universal", mientras que en el sitio IMDb los usuarios le asignaron una calificación de 7.1/10, sobre la base de más de 630 votos.